# 檀君陵

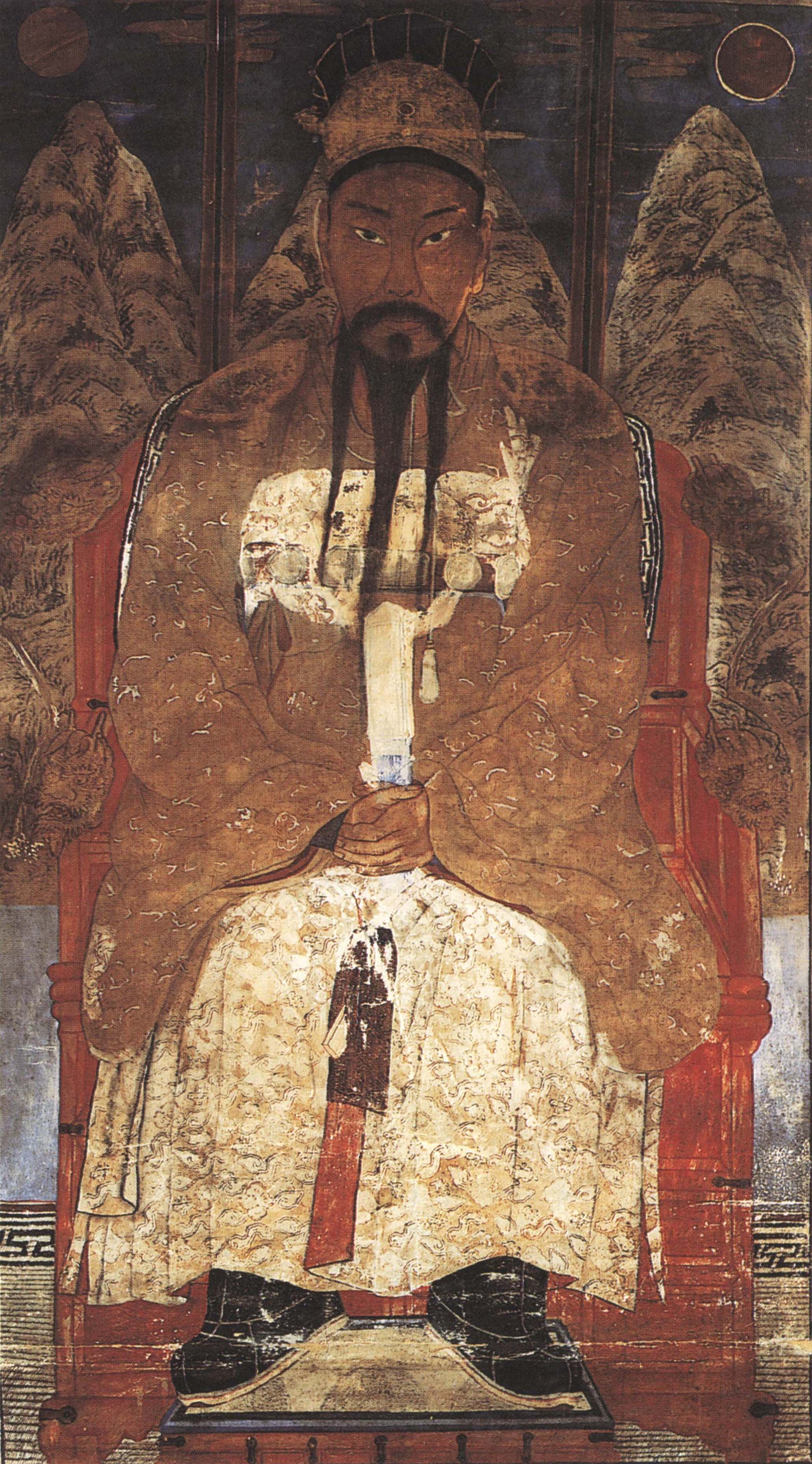
檀君

檀君陵（タングンりょう、朝: 단군릉）は、紀元前2333年に檀君朝鮮を建国したとする檀君の陵である。朝鮮民主主義人民共和国の国宝174号に指定されている。1994年（主体83年）10月11日、朝鮮民主主義人民共和国（北朝鮮）平壌市江東郡江東邑大朴山の元々あった墳墓の近くに幅50m、高さ2mの9段積みのコンクリート製で、高句麗将軍塚に類似するデザインで建造された。北朝鮮は自国の歴史が如何に長いかを証明するために、金日成の命令で檀君を実在した人物と宣言し、檀君陵を発見したと主張したが、これは北朝鮮の一方的な主張であり、その真偽は疑問視されている。檀君陵の考古学的調査は禁止されており、発見時の記録も残っておらず、他に確認する資料もない。
該当墓が檀君の墓という噂自体は過去から降りてきたものだが、伝説として扱われ、さらに北朝鮮さえ1980年代まで唯物論に立脚して大きな意義を置かなかったが、1990年代以降政治的プロパガンダ目的として浮上しながら再照明を受け始める。
金日成は、陵墓の建設は「朝鮮が5000年に及ぶ歴史を有しており、朝鮮民族はその誕生以来、同じ血を引く同質の民族である」ことを示すためだと語っている。檀君陵は、植民地時代の1936年に破壊されたことから、全国の国民から寄付が集まり、石碑を建てたことがあるが、1950年に「物質文化保存委員会」が東明王陵とともに檀君陵の発掘調査をしたが「でたらめ」と報告している。

## 位置
北朝鮮の平壌中心部から東に30kmにある江東郡江東邑大朴山の檀君陵（地名としての檀君陵は、李氏朝鮮時代から続く地名である）という場所にある。

## 報道
李進熙によると「去年（1993年）の9月28日、朝鮮中央通信（平壌）は、平壌市江東邑で檀君の遺骨が発掘され、実在の人物だったことが証明されたというニュースを配信した。数日後の10月2日、『労働新聞』が朝鮮社会科学院（金錫亨院長）で作成した『檀君陵発掘報告』を一面に掲載、見出しを『半万年の悠久な歴史と（朝鮮）民族の単一性に対する確証』とつけた。そもそも、朝鮮労働党の機関誌である『労働新聞』が考古学上の発掘成果を第一面で取りあげるのはまったく異例なことである。すでに9月27日、金日成主席が姜成山総理、姜希源副総理、金己男党書記らと檀君陵を訪れて『現地指導』を行い、『檀君が実在したとの考証がなされたのは、朝鮮民族史で重要な意義がある』と述べたという」。

## 概要
1993年（主体82年）に発掘調査が行なわれ、高句麗時代の積石塚古墳であることが確認されたが、出土した夫婦のものと見られる古い男女の骨を「電子常磁性共鳴法（または「電子スピン共鳴法」）」という特殊な年代測定にかけたところ、5011年±267年以前という結果が出たため、これこそが檀君の遺骨だと判定された。この場合、檀君紀元でも新しすぎ、それよりも遡ることが実証されたとしている。発掘調査にあたった朝鮮社会科学院は、「檀君は実在の古朝鮮建国の始祖」であると宣言した。これまでは、檀君神話の歴史性が議論されてきたが、現在は檀君そのものの実在が主張されるようになった。
北朝鮮古代史学界で大きな影響力を発揮した歴史家の全疇農（朝鮮語: 전주농）は、1963年の平壌の石室封土墳の調査報告書において、世間で伝えられている平壌の漢王墓、檀君陵、東明王陵は民間のこじつけに過ぎないと評価し、なかでも特に檀君陵の場合、荒唐無稽な伝説に過ぎず、高句麗の貴族墓であることは明らかであると釘を刺している。全疇農（朝鮮語: 전주농）の所見発表後、北朝鮮学界ではもはや檀君陵に対して注意を払っていないことから、この見解が1993年までの北朝鮮学界の支配的な雰囲気だったとみることができる。1992年に金日成の檀君関連の非公式談話後に急変し、1993年に正式に発掘調査され、このことは檀君陵が政治的影響を受けて誕生したことを示している。
檀君陵発掘後の北朝鮮の発表によると、檀君陵で発見された遺骨は全部で86個、檀君の遺骨が42個、檀君の妻と推定される女性の遺骨が12個、残りは性別判定が困難な遺骨だという。
檀君朝鮮の建国年代は紀元前2333年であるが、北朝鮮は檀君の遺骨は5011年±267年以前と主張しており、この場合、建国年代が686年遡ることになるが、北朝鮮は「紀元前2333年という古朝鮮建国年代は堯が即位して50年目であるという『三国遺事』の記録に基づいており、これは中国に先んじてはならないという事大主義のため、中国と建国年代を同時期にしたものであり、檀君の建国年代は紀元前30世紀でなければならない」と主張している。
登りつめた微高地に、底辺が一辺50メートル、高さ22メートル、石築9段のピラミッド型の陵墓がそそり立つ。
高句麗最盛期を代表する中国吉林省集安の将軍塚に似ているが、その規模ははるかに大きい。高句麗墓がこの巨大な檀君陵に生まれかわったのは、発掘調査の翌年であった。
墓は発掘後改修され、同年9月には元々あった墳墓の近くに、石の墓道（石人・石獣が向き合う）、幅50m、高さ22mの9段積みのコンクリート製塚（同じ高句麗の中国吉林省集安の将軍塚に類似する）の建設を開始し、翌1994年（主体83年）10月11日に竣工した。

なお、檀君の生没年が5000年前であるという結果から、北朝鮮では平壌周辺にこれまでの世界四大文明に匹敵する古代文明が存在したと主張するようになり、これを『大同江文化（대동강문화）』と名付けた。また、四大文明に大同江文化を加えた世界五大文明が人類文明の始まりであるとの主張をするようになった。
北朝鮮国家主席金日成（当時）は1993年10月20日、檀君陵改築関係部門の幹部協議会でおこなった演説で、「檀君陵を立派に整備すれば、朝鮮民族が5000年の長い歴史をもつ民族であることを宣伝するのにもよく、南朝鮮人民と海外同胞を教育するのにも役立つでしょう」「檀君陵は朝鮮民族の始祖の陵墓なので、東明王陵（高句麗の初代王）よりも大きく、壮麗に改築すべきです。朝鮮民族の始祖を誇示する意味で、檀君陵は東明王陵に比べて高さもさらに高くし、東明王陵のように土封墳にせず、石材でピラミッド式に大きく積みあげるべきです」と述べていた。
朝鮮社会科学院歴史研究所の朴時亨と金錫亨が檀君陵の発掘報告書「檀君陵発掘学術報告集」に論文を寄稿しており、金錫亨による論文「主体思想を指針とする檀君朝鮮歴史を体系化するうえでいくつかの問題」の冒頭は、「偉大なる首領金日成同志と我が党と人民の偉大な指導者金正日将軍様の賢明な領導により、神話としてのみ伝えられてきた檀君が実在した人物であることが明らかとなり、我が国の古代歴史を新たに体系化できる輝かしい道が開かれることになった」とある。この論文について李基白（朝鮮語: 이기백、西江大学）は、「1960年代以降、この二人は、北朝鮮の歴史学界を代表する最高の長老となり、学問的業績を残したと思いますが、北朝鮮の硬直した体制のなかで生き残るためには、どうしようもないことだと推測されます。政治家が学者を買収したようなものではないでしょうか」と評している。
北朝鮮の中学歴史教科書『朝鮮歴史』（2002年）は、檀君と檀君陵について以下のように記述している。

## 檀君陵の問題点
中国東北部の青銅器時代の典型的遺物である琵琶形銅剣とシャムシールと美松里式土器の使用開始年代は紀元前10世紀であり、朝鮮半島では紀元前8世紀から紀元前7世紀にかけて発展したとみるのが中国と韓国の考古学界の一般的な見解であり、韓国の講壇史学は「檀君朝鮮は歴史ではなく、神話にすぎない」と批判しており、発掘された檀君陵は5世紀の高句麗の典型的な石室封土墳であると疑義を呈しており、檀君陵から高句麗時代の遺物が出土した理由を回答しない限りは、檀君陵は史実とはみなせないと批判している。
李基白（朝鮮語: 이기백、西江大学）は、「紀元前31世紀に古朝鮮を建国したという主張は成立しません。国家が形成されるには青銅器時代が必要です。朝鮮の青銅器時代は遡っても紀元前12世紀です。古朝鮮領域で発見された琵琶形銅剣がその時代のものです。それ以前は新石器時代であり、世界の歴史において、新石器時代に国家を形成した事例はありません」「電子スピン共鳴測定法は、約10万年以前の旧石器時代の遺物の測定に使用しており、5000年以前程度の試料では、正確な年代測定が期待できません。李鮮馥（朝鮮語: 이선복、英語: Yi Seon-bok、ソウル大学）氏は、5000年以前程度の遺骨なら放射性炭素年代測定による測定がより正確な結果を期待できるのに、電子スピン共鳴測定法を使用したことに疑義を呈しています。放射性炭素年代測定による測定で高句麗時代の『幼い遺骨』であることが判明したので、開発段階にあり、測定結果の操作を比較的容易にできる電子スピン共鳴測定法を使用したのではないかと疑っています」と述べている。
北朝鮮は、檀君陵のなかから金銅冠の破片が発掘されたと発表している。これについて李基白（朝鮮語: 이기백、西江大学）は、「紀元前30世紀に平壌一帯で青銅器を製作していただけでなく、めっきという驚愕すべき技術を有していたことになる。事実なら中国が黄河流域で青銅器を製作したときよりも、1000年以前に朝鮮半島で高度な金属文明が存在したことになり、人類の歴史を新たに書き直す大発見です。李鮮馥（朝鮮語: 이선복、英語: Yi Seon-bok、ソウル大学）氏は、事実である可能性はないとして、発掘された金銅冠は5世紀の高句麗式金銅冠と推定しています」「青銅器時代以降であることが国家の成立条件であり、古朝鮮の建国年代は紀元前10世紀とみるしかありません」「朝鮮人の先祖が新石器時代に国家を建国したと主張するのは、子供が生まれてすぐに走り回り、学校に行き、結婚したという主張と同様です。そんな主張をすると、世界の笑いものです。それは韓国が学問未開国になるということです」と述べている。
李鮮馥（朝鮮語: 이선복、英語: Yi Seon-bok、ソウル大学）は、檀君陵の問題点を以下指摘している。
1. 発掘された遺骨が仮に5000年以前の人物の遺骨だとしても、その遺骨が檀君の遺骨であることが立証できていない。
2. 檀君陵に関する最も古い史料は16世紀に編纂された『新増東国輿地勝覧』であるが、それを含む全ての史料は「伝承によると檀君陵であるという」という形態で伝承を引用しており、5000年の歳月をかけて古人の墳墓の位置が正確に伝承される可能性はない。
3. 「檀君骨」の年齢は6ヶ月にわたり電子スピン共鳴測定法により測定した結果、5,011±267年以前という結果が得られたというが、電子スピン共鳴測定法は1980年代以後研究された方法であるため開発の初期段階にとどまり、理論上の制約と技術的限界から概ね10万年以前の旧石器時代の遺物に応用されており、5000年以前程度の「幼い資料」の分析では正確な年代測定が期待できない。
4. 墳墓から発掘された金銅冠の破片が檀君時代のものであるという主張は、紀元前30世紀に平壌一帯で青銅器を製作していただけでなく、めっきという驚愕すべき技術を有していたことを意味し、人類の歴史を新たに書き直さざるを得ない大発見である。

檀君陵の築造様式は5世紀の高句麗の典型的な石室封土墳であるという批判に対して北朝鮮学界は、「高句麗人が427年に首都を集安から平壌に移したが、そのとき檀君の墳墓を高句麗式に改築した。その根拠として5世紀の高句麗の国内城地域の古墳壁画を挙げることができ、この古墳壁画にはクマとトラが登場する。猟師が矢を射るクマとトラの姿は檀君神話を象徴したものであり、既に高句麗時代に檀君崇拝の儀式があった」と反論している。一方、이도학（韓国伝統文化大学）は「高句麗人は天孫思想があり、高句麗の始祖である東明聖王を崇拝したが、檀君や古朝鮮に対する認識は有しておらず、高句麗時代に作り直したという根拠をみつけるのは難しい」と再反論している。
盧泰敦（朝鮮語: 노태돈、ソウル大学）は、北朝鮮が発掘した檀君陵は、高句麗時代の古墳であり、墓様式からみると早くとも4世紀以後のものであり、北朝鮮は復元した檀君陵を歴史的事実として歴史を再構築しており、合理性と客観性が欠如した論理で学問体系を歪めており望ましくない、と述べている。

## 評価
北朝鮮の学界では、高句麗時代に檀君を始祖の父として祀るための施設として築かれたとされている。実際、高麗時代に編纂された『三国遺事』では、高句麗の始祖である朱蒙を檀君の子であると記している。しかし、高句麗の歴史書である『三国史記』では、朱蒙は扶余北部で中国の河伯の娘である柳花夫人から生まれたとしており、檀君の名は一切登場しない。そもそも、檀君の存在自体が考古学的にも疑わしく、檀君陵の積石塚に葬られていたのは高句麗人と考えるのが無難である。なお北朝鮮の考古学界では、檀君陵の発見されて以降平壌周辺で檀君時代のものとされる土城や墓の発見が次々と報告されており、古朝鮮の中心は従来の遼東半島付近ではなく、平壌こそが朝鮮民族の発祥地であるという主張が主流となりつつあるが、檀君の存在が疑わしい以上、これらの遺跡の時期も疑わしい。
檀君陵の発掘を受けて慎鏞廈は、檀君陵を発掘した考古学の研究成果から檀君は紀元前30世紀の実在の人物であると主張している。
田中俊明は、「ここは、朝鮮民族の始祖とされる檀君の故地でもある。近年、その東の江東で『檀君陵』が発掘・整備され、その実在化が進んでいるが、明確な記録による限り、天帝の子と熊女との間に生まれた神人であり、神話として受け取るしかない」と評する
宮脇淳子は、「常識的に考えても身長3メートルの人間といった時点で眉唾ものだとわかるし、そもそも1年単位で時代を特定できるような先端科学技術を北朝鮮が持っているのかを考えれば、自ずと答えは明らかでしょう」と述べている。
岡田英弘は、「さて、韓半島では、最初の歴史書『三国史記』から約100年後の13世紀になって、『三国遺事』という本が書かれた。これは、一然という坊さんが書いた本だが、このなかに、檀君という朝鮮の建国の王の神話があらわれてくる。この檀君は、天帝の息子で、それが地上に天下って、中国神話の帝堯と同時代に朝鮮に君臨し、1500年間在位して、1908歳の長寿を保ったということになっている。ご記憶の方もあるかと思うのだが、北朝鮮の金日成主席は、1994年7月8日に死んだ。その直前、この檀君の墓が北朝鮮で発見されたという報道があった。墓のなかには、身長が3メートルぐらいで、玉のように白くて美しい、巨大な人骨があったという。当時、朝鮮民主主義人民共和国が国力を傾けて、莫大な金をかけて檀君陵を建造したが、陵ができ上るのとほとんど同時に、金日成が死んでしまった。なぜ、神話中の登場人物である、檀君の遺骨をわざわざ見つけたか。それは北朝鮮の国是である主体思想のせいなのだ。朝鮮の起源は、中国に匹敵するぐらい古い。しかも、中国文明とは無関係に成立していたんだ、ということを言いたいがために、そういうものをつくったのだ」と評する。
武田幸男 は、「そのうち男性の骨は5011年前に出生した人物のものであり、そしてこれこそが檀君自身の遺骨だと判定された。そうなると、古来の檀紀でも新しすぎるので、それも誤りということになった。墓はさっそく改修された。長くつづく石の墓道には石人・石獣などが向き合い、登りつめた微高地に、底辺が一辺50メートル、高さ22メートル、石築9段のピラミッド型の陵墓がそそり立つ。高句麗最盛期を代表する中国吉林省集安の将軍塚に似ているが、その規模ははるかに大きい。高句麗墓がこの巨大な檀君陵に生まれかわったのは、発掘調査の翌年であった。発掘調査にあたった朝鮮社会科学院は、『檀君は実在の古朝鮮建国の始祖』であると宣言した。北朝鮮では檀君神話が独特な形で考古学と結びつき、檀君が現代によみがえりつつある。これまでは、檀君神話の歴史性が議論されてきた。今度は、檀君そのものの実在が主張されるのである」と評する。
鄭早苗は、「日本でも昨年からこの檀君が実在したというニュースは在日韓国・朝鮮人の間でも話題になっている。今から四三二七年前に檀君が古朝鮮で即位したということは『東国通鑑』などで知られ、檀君は『三国遺事』ではじめて登場して以来、古朝鮮の開祖として親しまれ、今も韓国の新聞で檀君紀年が西暦と併記されているほどであるが、誰も実在の人物とは考えていなかったであろう。檀君陵の真偽はともかくとして、北朝鮮が国家的威信をもって公表した檀君実在説は、神話が形成される社会的状況と政権担当者の史観を検討する上で、現代の私達に示唆を与えているように思われる。北朝鮮の首都平壌は朝鮮民族史にとって古代から発展の中心であったとみなすことが、南北統一にとって必要な論理であると北朝鮮では考えられているのかも知れない。しかし文献から見れば、古朝鮮時代の民族構成だけでなく高句麗の民族構成も不明のままである。発掘されたという『檀君陵』のある平壌は高句麗第二の王都であった中国吉林省集安から四二七年に第三の王都として移され、六六八年に高句麗が滅亡するまで首都であっただけでなく、その後の韓国・朝鮮史のなかでも都市として重要な位置を占めてきた。高句麗や古朝鮮の地域はかつて東夷と呼ばれて来た所で、夫余、挹婁、粛慎、東沃沮、濊、辰韓、弁辰、馬韓、加羅、百済、新羅、倭等多くの民族や国が存亡してきた複雑な歴史が記録されている。文献では檀君伝説は十三世紀末の『三国遺事』以前の記録がないため、いわゆる檀君朝鮮は東夷伝のなかには含まれず、韓国・朝鮮史は箕子朝鮮、衛満朝鮮から始まり、漢の四郡の時代から玄菟郡下の県名のひとつとして高句麗の名称が記載され、その後、高句麗の建国から三国時代に入っていく。朝鮮半島中南部の百済、新羅は韓族が主たる住民であったと考えられるが、高句麗は多民族が雑居し、また王系も夫余系であるなど複雑である」と述べている。
中国当局は非学術的な「1990年代民族主義傾向」と非難した（馬大正・耿哲華・權赫秀『古代中国高句麗歴史続論』8頁）。